# Каинск-Барабинский (станция)
Ка́инск-Бара́бинский — закрытая с исключением из Тарифного руководства железнодорожная станция Западно-Сибирской железной дороги, располагавшаяся на ответвлении Транссиба «Барабинск — Каинск» в городе Куйбышеве Новосибирской области. Относилась к Новосибирскому отделению Западно-Сибирской железной дороги.
Названа по прежнему наименованию города Куйбышева (до 1935 года — Каинск).

## История
Открыта в 1917 году в рамках строительства подъездных путей к промышленным предприятиям города. В течение всего срока существования эксплуатировалась преимущественно как грузовая.
Приказом Росжелдора от 10.11.2006 № 181 «О закрытии железнодорожных станций» станция была закрыта с исключением из Тарифного руководства № 4. Сама железнодорожная инфраструктура, однако, сохранилась, переведена в разряд подъездных путей ст. Барабинск и ограниченно используется по настоящее время.
До закрытия станция была открыта для грузовой работы по параграфам 3 и 4.

## Вокзал станции
Сохранившееся здание вокзала в 2017 году было включено в перечень выявленных объектов культурного наследия России, расположенных на территории Новосибирской области (Приказ управления по государственной охране объектов культурного наследия Новосибирской области от 31.10.2017 № 207). Вокзал «имеет историко-культурную ценность как хорошо сохранившийся образец пассажирских зданий Транссибирской железной дороги, строившихся в конце XIX — начале XX века». В 2019 году здание было включено в Единый государственный реестр в качестве памятника архитектуры местного значения.